# 近藤昭一
近藤 昭一（こんどう しょういち、1958年〈昭和33年〉5月26日 - ）は、日本の政治家。立憲民主党所属の衆議院議員（10期）。衆議院環境委員長、立憲フォーラム代表、サンクチュアリ会長。
環境副大臣（菅直人第1次改造内閣・菅直人第2次改造内閣）、衆議院総務委員長、衆議院懲罰委員長、民進党副代表、旧立憲民主党副代表兼選挙対策委員長、立憲民主党企業・団体交流委員長を歴任した。
父は元名古屋市会議員の近藤昭夫。弟も名古屋市会議員を務めたが在職中に死去（いずれも中村区選挙区選出）。

## 来歴

### 生い立ち
愛知県名古屋市中村区生まれ。名古屋市立亀島小学校、同笈瀬中学校、愛知県立千種高等学校を経て、上智大学法学部法律学科卒業。大学時代、中国の北京語言学院へ留学。1984年、中日新聞社に入社。
1993年1月、中日新聞社を退職。同年6月18日、衆議院解散。6月22日、愛知県庁で記者会見し、旧愛知1区から無所属で立候補する意向を表明した。あわせて羽田新党からの公認、もしくは推薦を求めることを明らかにした。ところが6月29日、「新生党からの公認、推薦が得られなかった」として立候補取りやめを表明した。
1994年、前年に結党した新党さきがけに入党し、さきがけ愛知準備会代表に就任する。愛知5区からの出馬を目指し、中村区に事務所を構える。

### 衆議院議員へ

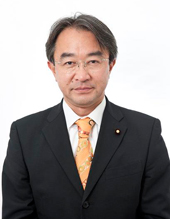
環境副大臣就任に際して
公表された肖像写真

1996年5月29日、新党さきがけは愛知5区をめぐり、社民党との選挙協力を決めた。この結果、同選挙区で準備を進めてきた近藤は、社民党現職の赤松広隆との対決を避けて愛知3区に回ることとなった。同年8月30日、鳩山由紀夫は新党旗揚げの宣言をするとともに、さきがけを離党。近藤も鳩山に追随。9月19日までにさきがけを離党し「民主党」設立委員会に参加することを決めた。同年10月の第41回衆議院議員総選挙に愛知3区から民主党公認で立候補。選挙区では新進党の吉田幸弘、自由民主党の片岡武司の後塵を拝したが、重複立候補していた比例東海ブロックで復活し、初当選した。 
2000年の第42回衆議院議員総選挙では、愛知3区で自民党の片岡武司を破り、再選。2001年、「2001政権奪取大作戦／明日があるさ隊」の隊長に就任。2003年の第43回衆議院議員総選挙では、かつて敗れた吉田幸弘が自民党公認で出馬したが、吉田に3万票超の差をつけ、3選。
2005年9月11日の第44回衆議院議員総選挙では、小泉旋風が吹き荒れる中で愛知3区の議席を守るが、自民党新人の馬渡龍治の比例復活を許した。同年9月12日、民主党代表の岡田克也が、総選挙大敗の責任をとり辞任を表明。岡田の辞任に伴う代表選挙（9月17日実施）では菅直人の推薦人に名を連ねた。同年よりリベラルの会代表世話人を務める。
2007年、格差是正に取り組む議員有志の会を結成し、座長に就任する。2008年より国土審議会委員。
2009年の第45回衆議院議員総選挙では、馬渡に比例復活を許さない大差をつけ、5選。選挙後、衆議院総務委員長に就任した。
2010年6月2日、鳩山由紀夫が民主党代表と首相辞任を表明。鳩山の辞任に伴う代表選挙（6月4日実施）では菅直人の推薦人に名を連ねた。同年9月、菅直人第1次改造内閣で環境副大臣に任命され、菅直人第2次改造内閣まで務める。野田内閣発足に伴い、環境副大臣を退任した。
2012年12月16日の第46回衆議院議員総選挙では、愛知3区で自民党新人の池田佳隆に敗れたが、重複立候補していた比例東海ブロックで復活し、6選。同年12月25日に行われた民主党代表選挙では海江田万里の推薦人に名を連ねた。衆議院懲罰委員長に就任。
2013年、日本国憲法第96条の改正に反対する超党派の議員連盟「立憲フォーラム」発足の呼びかけ人を務め、議連の代表に就任した。
2014年12月14日の第47回衆議院議員総選挙では、愛知3区で前回敗れた池田に1万票差をつけて当選し7選。この選挙で民主党代表の海江田万里が落選。海江田の辞任に伴い2015年1月18日に行われた代表選挙では長妻昭の推薦人に名を連ねた。長妻は1回目の投票で最下位に終わり、決選投票で岡田克也が当選した。同月、民主党幹事長代理に就任。
2016年3月27日、民主党と維新の党が合流して結成された民進党に参加し、民進党幹事長代理に就任。同年9月15日に行われた民進党代表選挙では蓮舫の推薦人に名を連ねた。蓮舫の当選後、民進党副代表に就任。
2017年7月27日、民進党代表の蓮舫が、同月の東京都議会議員選挙の結果を受けて辞任を表明。蓮舫の辞任に伴う代表選挙（9月1日実施）では枝野幸男の推薦人に名を連ねた。

### 立憲民主党

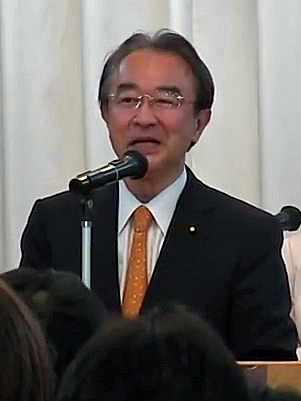
2018年3月18日、札幌市にて

2017年9月28日、民進党は希望の党への合流を決定。9月29日、希望の党の小池百合子代表は定例記者会見で、安保法制や憲法改正などで政策が一致しない公認希望者について「排除いたします」と明言した。
同年9月30日未明、共同通信が「枝野幸男が無所属で出馬する方向で検討に入った。考え方の近い前議員らとの新党結成も視野に入れている」と報道。同日中に民進党の前職、元職計15人の「排除リスト」が出回る。同日夜、枝野、長妻昭、辻元清美、近藤、参議院議員の福山哲郎らは都内のホテルに集まり、対策を協議。10月1日夜、再び枝野、長妻、近藤、福山の4人が集まり、翌2日に枝野が一人で結党の記者会見を行うことなどを決めた。10月2日夕方、枝野は記者会見し、新党「立憲民主党」を結党すると表明した。
同年10月3日早朝、名古屋市内での街頭演説で立憲民主党から立候補する意向を明らかにした。同日午前、立憲民主党が設立される。同日午後、希望の党は衆院選の第1次公認192人を発表。同党が愛知3区に減税日本の名古屋市会議員の余語冴耶香を擁立したことが明らかとなった。日本共産党は9月下旬に早々と候補者を取り下げていたが、この措置のため野党共闘は実現しなかった。10月4日、余語は市議を辞職。10月6日、立憲民主党副代表に就任した。10月22日、総選挙執行。近藤は前回の衆院選挙より得票を増やし、22000票差で池田を破って8選した。10月26日、執行役員会で選挙対策委員長の兼務が決まる。
2018年10月24日、会費制イベントの収支を政治資金収支報告書に記載しなかったこと（後述）の責任を取り、副代表と選挙対策委員長を辞任した。
2020年8月24日、旧立憲民主党と旧国民民主党は、2つの無所属グループを加えた形で合流新党を結成することで合意した。同年9月10日に行われた新「立憲民主党」の代表選挙では枝野幸男の推薦人に名を連ねた。
2021年10月31日の第49回衆議院議員総選挙で池田を破り9選。同年11月5日、党内の旧社会党系グループ・サンクチュアリの会長に就任した。枝野幸男代表の辞任に伴う代表選挙（11月30日実施）では逢坂誠二の選対本部長を務め、かつ推薦人に名を連ねた。
2022年9月13日、立憲民主党の次の内閣でネクスト環境大臣に就任した。
2024年9月23日に実施された代表選挙では枝野幸男の推薦人に名を連ねた。
2024年10月27日の第50回衆議院議員総選挙では、自民党を除名され不出馬となった池田に代わる自民党新人ら4人を破り10選。同年11月13日、衆議院環境委員長に就任。

## 国内政策
- 憲法9条の改正に反対[59]。
- 2030年までに原発ゼロにするべき[59]。
- 選択的夫婦別姓制度導入に賛成[60]。

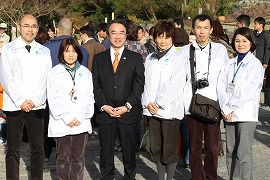
2010年12月12日、「COP10おりがみプロジェクト」埋蔵式にて環境省職員と

- 永住外国人への地方選挙権付与にどちらかと言えば賛成[61]。
- 1999年、国旗及び国歌に関する法律案の本会議における採決で反対票を投じた。
- 2003年の第43回衆議院議員総選挙の選挙戦中、小泉純一郎首相の公約は「自民党内のコンセンサスを全く得ていない口約」と皮肉り、民主党の公約であるマニフェストは、実現を約束する誓約書まで書いていると有権者に訴えた[62]。
- 中部国際空港の誘致活動に参加しており[63]、静岡空港の建設に反対をし、建設凍結を求める署名を行っていた[64]。
- PSE法の改正を求める署名を行っていた[65]。
- 2011年7月9日、北京で会談した中国国家発展改革委員会の解振華副主任から、福島第一原子力発電所事故の影響により日本のエネルギー政策が変更される可能性について質問された際、東日本大震災以後も日本の二酸化炭素25%削減目標は変更しない考えを表明した[66]。
- 受動喫煙防止を目的に飲食店などの建物内を原則禁煙とする改正健康増進法について、「基本的に全面禁煙とすべきだと考えるが、どうしても改修ができないほどの小規模店は例外とするのもやむを得ない」としている[67]。
- 衆議院環境委員長に就任した際に水俣病問題の解決に意欲を見せた[68]。

### 安全保障
- 防衛庁の省昇格に反対していた[69]。防衛庁の省昇格のための法案提出に際し、「防衛庁の省昇格法案は米軍とともに自衛隊が海外で戦争するためのものだ」と主張した[70]。
- ミサイル防衛力の向上に反対[71]。
- テロ対策特別措置法、イラクにおける人道復興支援活動及び安全確保支援活動の実施に関する特別措置法の廃案を主張していた[72]。
- 普天間基地移設問題では、普天間飛行場の辺野古への移設やグアムへの移転案に「平和による国際貢献ではない」と述べ、反対している[73]。また、辺野古への基地建設に関しIUCNによる勧告の履行を求める請願に署名した[74]。民主党の川内博史衆議院議員（当時）が、普天間飛行場の将来的な日本国外もしくは沖縄県外への移設の実現のために連立与党・政府の基本方針の策定を求める沖縄等米軍基地問題議員懇談会を発足させた際は、同会の事務局長に就任した。
- 2012年の第46回衆議院議員総選挙における候補者アンケートでは、普天間飛行場の移設先について、民主党の主張である「名護市辺野古」ではなく「国外」と回答した[75]。
- 憲法解釈の変更による集団的自衛権の行使に反対しており、民主党内左派による「平和と安定のための安全保障を考える連絡会」に参加した[76]。

## 外交政策
アジア外交を重視し、1992年に行われた日中国交正常化20周年記念式典に出席した際、近藤は「目先の利益にばかり走り本当の政治をしていない日本の政治家で、この中国ときちんとやっていけるのだろうか。アジアの平和と発展にきちんと寄与していかなくては日本の未来はない」と決意し、政治家を志したとしている。また、「日本は朝鮮半島の平和と安定に寄与し、この地域の発展につくすべきと考えます」と主張している。

### 朝鮮民主主義人民共和国
- 1998年
  - 1月27日に北朝鮮を訪問し31日まで滞在した[79]。また、8月11日にも北朝鮮を訪問[80]。
  - 9月8日に金正日が朝鮮民主主義人民共和国国防委員会委員長に就任した際に祝辞を送り、日本政府による北朝鮮によるミサイル発射実験への抗議について、日本政府が過敏に反応したとして遺憾の意を表明した[81]。
- 1999年
  - 3月27日、「東アジアの平和を考える会」に参加し、日本政府の外交政策を再検討し、日本と北朝鮮の相互理解、信頼関係の深化によって東アジアの平和の構築を主張した[82]。
- 2000年12月、在日本朝鮮人総連合会の招請による民主党の訪朝団に選出[83]。金正日の就任へ祝辞を送り、北朝鮮によるミサイル発射実験へ抗議した日本政府に遺憾を示すなど、北朝鮮外交において友好的な関係を模索し、「日朝関係を発展させたい」と述べた[83][84]。
- 2002年の第155回国会において、朝鮮人強制連行・強制労働に関する質問主意書を提出。日本政府に強制連行された朝鮮人に対する謝罪と金銭補償の実施を求めた[85]。
- 2012年7月24日、｢関東大震災朝鮮人虐殺の国家責任を問う会 第2回院内集会」に参加し、「事実は明らかにしなければならない。なぜこういうことがずっと起こっているのか、また、なぜ明らかにしないのか。日本の中には課題がずっとあるような気がする。私は国会でさまざまなことに取り組んできたが、いつもぶつかる壁がある。これからも、真相を明らかにするため、がんばりたい」と挨拶した[86]。
- 2014年5月21日、関東大震災時朝鮮人虐殺の国家責任を問う会の院内集会に参加し、請願署名提出協力や内閣府委員へのロビー活動などの協力を行った[87]。

### 大韓民国
- 2003年2月、若手国会議員のメールマガジン「未来総理」の「今年の公約」に、「韓国との真の交流を進めたいと思います。真の交流とはきちんと過去を清算した歴史認識に基づく交流です」と寄稿した[88]。
- 2008年
  - 2月25日、韓国で李明博大統領の就任式に出席した。
  - 3月26日の衆議院外務委員会において、同年1月22日に目黒区の祐天寺で行われた遺骨返還追悼式への木村仁外務副大臣の出席について、高村正彦外務大臣や福田康夫首相の出席を求めた[89]。
  - 11月20日、韓国出身戦没者の遺骨返還追悼式に参列（清水澄子元参議院議員（社会民主党）も参列）。11月28日の衆議院外務委員会で、APEC首脳会議出席のためにこの追悼式への出席を見送った中曽根弘文外務大臣に対し、次回は出席し追悼の辞を述べるよう要求した。また、韓国出身民間徴用者の遺骨返還の追悼式を別途に設けるように求めた[90]。
- 2009年
  - 9月1日、愛知県に強制連行された朝鮮人を追悼する集会において挨拶し、「政権交代のこの機会に今度こそ過去の清算を成し遂げたい」と述べた[91]。
  - 10月4日、韓統連の反MB李明博闘争の集会に対して、連帯のメッセージを送る[92]。
- 2011年
  - 4月4日、韓国大使館が、日本政府が開いた福島第一原子力発電所からの低濃度汚染水放出をする事前通告を行うための在京大使館向け説明会を欠席したため、韓国政府が汚染水放出を事前に察知できなかったこと[93]について、同年4月29日、日本政府が事前通知を怠ったとして「韓国国民に不安を抱かせた」と謝罪した[94]。
  - 4月28日、韓国の釜山で開催された第13回日韓中3カ国環境大臣会合に出席。東日本大震災について韓国の李万儀長官から慰労の言葉をかけられ、「韓国の誠意に感謝する」と応じた。また中国の周生賢環境保護相と会談し、二酸化炭素25%削減について意見交換した[95]。

### 中華人民共和国
- 中国共産党結党から100年の2021年6月10日、新華社によるインタビューで、「中国の発展は、中国共産党の指導により実現された」と評価し、「中国共産党が貧困問題を直視し、これを解消したのは実に素晴らしいことだ」「各国の交流と相互学習の促進、多国間主義の提唱といった中国の指導者の主張に敬服している」「中国が掲げる一帯一路の共同建設は、他国との協力の強化、各国との共同発展の実現を目指している偉大な構想だ」などと礼賛した[96]。

### アジア諸国に対する日本の公式謝罪
- 1999年、日本の戦争責任資料センターの荒井信一代表が主催する「恒久平和調査局設置を求める院内集会」に参加。「若い人たちから過去の戦争に対する責任は自分たちにはないということばを聞く。しかし、私は過去に対しては責任を負わねばならないと考えている」と述べた[97]。
- 2002年、朝鮮人強制連行・強制労働に関する質問主意書を衆議院に提出[98]。
- 2006年
  - 5月23日、国立国会図書館法の一部を改正する法律案（通称：恒久平和調査局設置法案）を提出した[99][100]。
  - 日本の戦争責任の検証を目指す政策勉強会「日本の歴史リスクを乗り越える研究会」の発足にあたり、呼びかけ人を務める。
- 朝鮮半島出身の元BC級戦犯やその遺族らも含めて特別給付金を支給する法案を求める緊急集会に藤田幸久らと参加し、議員立法成立の成立を訴えた[101]。
- 中国共産党の結党100年時には、「中国共産党が間もなく100歳の誕生日を迎えることに心からの祝意を表し、同時に中国共産党が引き続きアジア及び世界の発展に貢献することに期待している」と中国共産党を礼賛した。また、一帯一路構想について、「中国が掲げる一帯一路の共同建設は偉大な構想だ」と礼賛した。

## 人物
- 民主党・立憲民主党内左派を自認し、民進党内の「リベラルの会」の代表世話人を務めていた。また、現在はサンクチュアリの会長を務めている。
- マルクス・レーニン主義を掲げる日本労働党[102][103]等の日本国内の市民団体とも、記念式典に挨拶やメッセージを送るなど、一定の交流を持つ。
- 日中国会議員書画展へ書画を提供している[104]。

## 選挙歴
| 当落 | 選挙                   | 執行日         | 年齢 | 選挙区      | 政党         | 得票数     | 得票率 | 定数 | 得票順位 /候補者数 | 政党内比例順位 /政党当選者数 |
| ---- | ---------------------- | -------------- | ---- | ----------- | ------------ | ---------- | ------ | ---- | ------------------ | ---------------------------- |
| 比当 | 第41回衆議院議員総選挙 | 1996年10月20日 | 38   | 愛知県第3区 | 旧民主党     | 3万8351票  | 23.57% | 1    | 3/7                | 2/3                          |
| 当   | 第42回衆議院議員総選挙 | 2000年06月25日 | 42   | 愛知県第3区 | 民主党       | 9万5533票  | 49.52% | 1    | 1/4                | /                            |
| 当   | 第43回衆議院議員総選挙 | 2003年11月09日 | 45   | 愛知県第3区 | 民主党       | 10万5017票 | 53.65% | 1    | 1/3                | /                            |
| 当   | 第44回衆議院議員総選挙 | 2005年09月11日 | 47   | 愛知県第3区 | 民主党       | 11万799票  | 48.99% | 1    | 1/4                | /                            |
| 当   | 第45回衆議院議員総選挙 | 2009年08月30日 | 51   | 愛知県第3区 | 民主党       | 15万3735票 | 62.18% | 1    | 1/4                | /                            |
| 比当 | 第46回衆議院議員総選挙 | 2012年12月16日 | 54   | 愛知県第3区 | 民主党       | 7万3927票  | 34.89% | 1    | 2/4                | 3/4                          |
| 当   | 第47回衆議院議員総選挙 | 2014年12月14日 | 56   | 愛知県第3区 | 民主党       | 8万2422票  | 41.45% | 1    | 1/5                | /                            |
| 当   | 第48回衆議院議員総選挙 | 2017年10月22日 | 59   | 愛知県第3区 | 旧立憲民主党 | 9万8595票  | 46.85% | 1    | 1/3                | /                            |
| 当   | 第49回衆議院議員総選挙 | 2021年10月31日 | 63   | 愛知県第3区 | 立憲民主党   | 12万1400票 | 54.96% | 1    | 1/2                | /                            |
| 当   | 第50回衆議院議員総選挙 | 2024年10月27日 | 66   | 愛知県第3区 | 立憲民主党   | 10万3624票 | 46.96% | 1    | 1/5                | /                            |

## 所属団体・議員連盟
- 立憲フォーラム（代表・呼びかけ人）
- リベラルの会（代表世話人）
- 民主党日韓議員交流委員会（事務局長）
- 朝鮮通信使交流議員の会（幹事）
- 恒久平和のために真相究明法の成立を目指す議員連盟（幹事長）
- 在日韓国人をはじめとする永住外国人住民の法的地位向上を推進する議員連盟
- 北京オリンピックを支援する議員の会（幹事）
- 日中友好議員連盟（幹事長）
- 日朝友好議員連盟
- ホームエンタテイメント議員連盟（副会長）
- 東アジアの平和をつくる会（代表）
- 沖縄等米軍基地問題議員懇談会（会長）
- NPO議員連盟（幹事）
- 格差是正に取り組む議員有志の会（座長）
- 公共事業チェック議員の会（副会長）
- 脱原発ロードマップを考える会（世話人）
- 原発ゼロの会（世話人）
- アムネスティ議員連盟
- 人権政策推進議員連盟（副会長）